# ジュリエナ
ジュリエナ（Juliénas、ジュリエナスは誤読）は、フランス東部オーヴェルニュ＝ローヌ＝アルプ地域圏ローヌ県のコミューン。ボジョレー地方に属する。

## 人口統計
| 1962年 | 1968年 | 1975年 | 1982年 | 1990年 | 1999年 | 2006年 | 2008年 |
| ------ | ------ | ------ | ------ | ------ | ------ | ------ | ------ |
| 752    | 694    | 648    | 642    | 703    | 792    | 812    | 809    |

参照元 : CassiniとInsee

## ワイン
周辺の3ヶ村とともに、クリュ・ボジョレーの一つであるAOCワイン「ジュリエナ」を生産している。ジュリエナのほか、ジュリエ、エムランジュと、県境の北にあるソーヌ＝エ＝ロワール県プリュズィィの4ヶ村、575haの畑で生産されている。